# Lambert Malatesta de Montecodruzzo
Ramberto Malatesta, també anomenat Roberto o Lamberto. Fill de Leonida Malatesta, mort el 1557, i de Cassandra Cini, descendia de la branca dels comtes de Sogliano. Va ser comte de Tornano. Casat amb Girolama Veralli, que va quedar com a governadora del seu feu. Representant tardà de la societat de condottieros i caps de faccions a Itàlia, és considerat l'ovella negra de la família Malatesta, va actuar com a bandoler i sicari, alguns diuen que empès pel seu cosí Sempronio, i va dirigir una banda de bandits activa als Estats Pontificis. A causa dels seus actes va ser decapitat a Roma el 13 d'agost de 1587.